# Um die Ecke gedacht
Um die Ecke gedacht (auch: Eckstein-Rätsel) ist ein Kreuzworträtsel, das seit 1971 im Zeitmagazin, einer Beilage der Wochenzeitung Die Zeit, erscheint.
Am 28. Januar 2010 erschien die 2000. Ausgabe des Rätsels; seit 1985 werden die Rätsel in gesammelter Form auch als Buch herausgebracht.
Die Online-Ausgabe ermöglicht den kostenfreien Zugriff auf die letzten vier Rätsel.

## Aufbau des Rätsels
Das Eckstein-Rätsel ist eines der wenigen „kryptischen“ (also verschlüsselten) Kreuzworträtsel, die in Deutschland erscheinen. Die Schwierigkeit des Rätsels ergibt sich bei vielen Fragen vor allem daraus, dass die Frage nicht klar formuliert ist, sondern in Form eines Wort-, Silben- oder Buchstabenspiels, einer Trick- oder Scherzfrage derart verschlüsselt ist, dass der Leser „um die Ecke denken“ muss, um Sinn und Ziel der Frage überhaupt zu erkennen. Oft wird der Leser durch sprachliche oder psychologische Tricks (etwa durch Suggestivfragen, unter Ausnutzung von Homonymen oder gewohnten Assoziationen) auf eine falsche Fährte gelockt. Ist die Bedeutung der Frage erst einmal korrekt verstanden, ist die Antwort oft sehr einfach oder gar in der Frage selbst versteckt enthalten.
Neben den oben beschriebenen verschlüsselten Fragen gibt es auch solche, bei denen die Frage relativ einfach zu verstehen ist, die Beantwortung aber ein gutes bis sehr gutes Allgemeinwissen erfordert, wobei insbesondere zeitlose Themen wie Kunst und Literatur, Geschichte, Geographie oder Naturwissenschaften erfragt werden. Seltener geht es um aktuelle Themen aus Sport, Politik oder Unterhaltung.

### Beispiele
| Formulierung im Rätsel                                                            | Lösung   | Erforderliche Denkleistung                                                                                  |
| --------------------------------------------------------------------------------- | -------- | --- |
| Vorname, den Agnes Bernauer nur indirekt verrät                                   | ERNA     | Nicht die Person Bernauers „verrät“ die Lösung, sondern ihr Name: Bernauer                                  |
| Die von gestern begeisterte Eco-Leser                                             | INSEL    | Allgemeinwissen: Die Insel des vorigen Tages = Die Insel „von gestern“ begeisterte Umberto Ecos Leserschaft |
| Angsthase hat genausoviele wie Kraftmeier oder: Wie trat die Zupfgeigenzunft auf? | MITLAUTE | Beide Wörter haben gleichviele Mitlaute, und die Zupfgeigenzunft trat mit Laute auf.                        |
| Das ist doch die Höhe, sagen Hamelner, dahinter verbirgt sich die Morgensonne     | ITH      | Der Ith ist ein Höhenzug östlich von Hameln                                                                 |

## Autor
Um die Ecke gedacht wurde von Udo Pini und Peter Karl entworfen. Der heutige Autor des Rätsels tritt unter dem Pseudonym Eckstein auf. Er ist eine Einzelperson, deren Name geheim gehalten wird. Anlässlich des Jubiläums zum 2000. Rätsel wurde ein Interview mit ihm veröffentlicht, in dem der Vorname Dieter genannt wurde, sowie dass er seit 1988 der Nachfolger des ursprünglichen Autors sei, den er während seiner Nebentätigkeit als Nachtwächter der Zeit kennengelernt habe. Eine Änderung im Stil der Rätsel bei dieser Nachfolge war kaum merklich.
Das Pseudonym des Autors Eckstein greift die Ecke aus dem Namen des Rätsels wieder auf, offenkundig scheint eine Anlehnung an den beliebten Kinderreim beim Versteckspiel („Eckstein, Eckstein, alles muss versteckt sein…“) sowie die Anlehnung an das Pseudonym Zweistein des Rätselautors Thomas von Randow, welcher von 1963 bis 2004 ebenfalls für die Rätselrubrik der Zeit das Logikrätsel Logelei erstellte.